# Theodore Gregory
Sir Theodore Emmanuel Gugenheim Gregory (10 septembre 1890 - 24 décembre 1970) est un économiste britannique.

## Biographie
Theodore Gregory est né à Londres le 10 septembre 1890 . Il fait ses études à l'école Dame Alice Owen à Islington. Il fréquente la London School of Economics and Political Science. Gregory est assistant et chargé de cours à la LSE entre 1913 et 1919. Gregory est ensuite Cassel Reader en commerce international à la LSE en 1920. Gregory est professeur d'économie Sir E. Cassel à l'Université de Londres entre 1927 et 1937. Il est doyen de la faculté d'économie de l'Université de Londres entre 1927 et 1930. Il est sénateur de l'Université de Londres entre 1928 et 1930 et Newmarch Lecturer à l'University College de Londres en 1929 .
Gregory est membre du comité Macmillan sur l'industrie et les finances de 1929 à 1931. Il est conseiller économique de la mission Niemeyer en Australie et en Nouvelle-Zélande en 1930. Il est membre de la Commission bancaire de l'État libre d'Irlande de 1934 à 1937. Gregory est conseiller économique du gouvernement indien de 1938 à 1946 et président du Comité de la politique des céréales alimentaires (Inde) en 1943 .
Gregory est nommé membre honoraire de la London School of Economics en 1958. Il est nommé Commandeur de l'Ordre de George Ier de Grèce et commandeur de l'ordre autrichien du mérite. Gregory est nommé président de la section F de l'Association britannique des sciences en 1930.
Gregory est décédé à Athènes le 24 décembre 1970 .

## Travaux
- Present Position of Banking in America (1925)
- The Return to Gold (1925)
- First Year of the Gold Standard (1926)
- Foreign Exchange (1927)
- Introduction to Tooke and Newmarch's History of Prices (1928)
- The Practical Working of the Federal Reserve System in the US (1930)
- The Gold Standard and its Future (1932)
- Gold, Unemployment, and Capitalism (1933)
- The Westminster Bank Through a Century (1936)
- India on the Eve of the Third Five-Year Plan (1960)
- Ernst Oppenheimer and the Economic Development of Southern Africa (1962)
- Select Statutes, Documents and Reports relating to British Banking (1964)